# Tonila
Tonila é um município do estado de Jalisco, no México.
Em 2005, o município possuía um total de 7.179 habitantes.